# Las Aventuras de Luther Arkwright
Las Aventuras de Luther Arkwright es un cómic escrito y dibujado por Bryan Talbot.

## Historia editorial
Luther Arkwright hizo su primera aparición a mediados de 1970 en una historia titulada "The Papist Affair" (algo así como "El asunto papista"), un relato corto para Brainstorm Comix donde Arkwright ejerce de mercenario y presta sus servicios para recuperar las sagradas reliquias de san Adolfo de Nuremberg. Si bien Luther era un personaje bastante distinto al que aparecería en los relatos posteriores, esta historia sí que introduce el concepto de realidades paralelas
La primera parte de Las Aventuras de Luther Arkwright se publicó dentro de la revista underground británica Near Myths en 1978, y más tarde la revista Pssst!. Se interrumpieron en 1982, con menos de la mitad del material  publicado. Entre 1987 y 1989 Bryan Talbot completó la historia, que se publicó como una serie de nueve cómics por Valkyrie Prensa, seguidos, por petición de los lectores, por un décimo número que contiene artículos sobre la historia y producción del cómic y algunos relatos breves con el pasado y detalles extra de los personajes. Posteriormente sería publicado en los Estados Unidos por Dark Horse Comics.
La historia es de tono adulto, con muchas referencias mitológicas, históricas y políticas, y también sexo explícito. Su origen, según cuenta Talbot, se puede encontrar en las historias de Jerry Cornelius de Michael Moorcock.
En 1999 Dark Horse publicó la secuela de Las Aventuras de Luther Arkwright, titulada El Corazón de Imperio.
En España la publicación de dichas obras coincidieron en 2003, Las Aventuras de Luther Arkwright fue publicado por Alecta/Recerca y El Corazón del Imperio por Astiberry.
En 2005 la obra fue remasterizada digitalmente por Cómics Centrum para una edición en checo (Dobrodružství Luther Arkwrighta), mejorando la reproducción de las páginas en escala de grises. La nueva edición fue también utilizada como base para la edición francesa de Kymera Cómics y para la Española de Astiberry (2015). Bryan Talbot ha descrito la edición checa como "el mejor publicada".
En 2006 se publicó como webcómic, utilizando los archivos digitalmente remasterizados de la página oficial dedicada a Talbot.

## Argumento
Las Aventuras de Luther Arkwright es una obra de ciencia ficción que transcurre en universos paralelos. Luther, el protagonista, tiene el talento psíquico único con el cual es capaz de moverse entre universos paralelos a voluntad, y Rose Wylde es una telépata que puede comunicarse con sus encarnaciones de los distintos mundos paralelos. Luther y Rose son agentes en el paralelo conocido como "Cero-Cero", cuya posición estable dentro del multiverso le permite desarrollarse en paz y conseguir crear la tecnología necesaria para controlar la influencia de los "Disruptores" en el resto de universos paralelos.
La mayoría de la acción transcurre en un mundo paralelo donde la guerra civil inglesa ha sido prolongada indefinidamente por las acciones de los Disruptores, quienes son también responsables del desencadenamiento del "Fuegohielo" (o "Hieloardiente" depende la edición), un artefacto legendario que puede desestabilizar el multiverso entero. Arkwright se alía con los Realistas (los que apoyaron al rey Carlos I de Inglaterra durante la guerra civil inglesa) para luchar contra los Disruptores (aliados con el Parlamento inglés y los descendientes de Crowell) y localizar y destruir el Fuegohielo. A lo largo de la historia Luther es asesinado, pero vuelve a la vida con sus poderes psíquicos incrementados.
La narración de los primero episodios es compleja, con flashbacks a la juventud de Arkwrigh, su crianza por los Disruptores, su fuga al paralelo de su nacimiento y las misiones tempranas para Cero-cero, todo ello mezclado con el curso de su misión en la Inglaterra neo-cromwelliana. La técnica y el estilo de Brian Talbot varía también dependiendo del fragmento de la historia narrado. Las escenas de la muerte y renacimiento de Arkwright son particularmente abstractas y llenas de simbolismo religioso y mitológico. El cómic es considerado poco convencional al ser una de las pocas historias de aventuras donde los lectores y el protagonista saben desde el principio que va a morir.
La parte final de la historia tiene una forma de narración más convencional y lineal. Al final, Arkwright, tras completar su misión, renuncia violencia.

## Premios
Bryan Talbot y la edición de Las Aventuras de Luther Arkwright de Valkyrie Press estuvieron nominados a ocho Premios Eagle en 1988, ganando cuatro: "Mejor Artista", "Mejor Comic Revelación", "Personaje Favorito" para Arkwright y "Mejor Portada".

## Audiolibro
En 2005, Las Aventuras de Luther Arkwright se publicó de forma íntegra en tres CD de audio por Big Finish Productions, protagonizando David Tennant (que por entonces encarnaba al Décimo Doctor en Doctor Who) y Paul Darrow (Avon en Blake's  7).

### Reparto
- Luther Arkwright - David Tennant
- Cromwell - Paul Darrow
- Rose - Siri O'Neal
- Karl/Czar Nicholas - Robert Jezek
- Ordenador/Octobriana/Emily - Michelle Livingstone
- Archiduque - Robert Lockwood, Jr.
- Montpelier/Wittgenstein - Alfred Hoffman
- Miranda/Señora-en-esperando - Zoe Robinson
- Standish/El Científico - Andrew Westfield
- El Disruptor/Harry Fairfax/el Interrogator/El James de Cinco #Jeremy
- Pennington - Robert Curbishley
- Whitelaw - Mark Donovan
- King Charles - Steve Dineen
- Princess Anne - India Fisher

## Adaptación a cine
En 2006, estaba anunciado que Benderspink podría crear una película de acción con actores producida por Andrew Prowse y Sophie Patrick.
Según Talbot, los derechos para el proyecto expiraron en junio de 2010.